# Schick Béla
Schick Béla (Balatonboglár, 1877. július 16. – New York 1967. december 6.) magyar gyermekorvos, a modern allergológia és immunológia egyik megalapítója.

## Élete
Zsidó gabonakereskedő fiaként, Magyarországon született. Első iskoláit szülővárosában végezte, majd a Bécsi Egyetemen orvostudományokat tanult, miután a Talmudból idézte, hogy „A világot a gyermekek lélegzete tartja életben”, ezzel meggyőzve apját arról, hogy engedje folytatni gyermekgyógyászati tanulmányait, a grazi családi vállalkozáshoz való csatlakozása helyett. Előbb asszisztens, majd docens lett a gráci gyermekklinikán Theodor Escherich irányítása alatt. 1900. május 5-én általános orvosi doktorátust szerzett, s amikor a professzor Bécsbe költözött, ő is vele tartott. 1902 augusztusában megkezdte tevékenységét a Bécsi Gyermekklinikán. Ottani kollégájával, Clemens von Pirquet báróval együtt írt 1905-ben először a szérumbetegségről. Görög szavakból megalkották az allergia kifejezést. „Die Serumkrankheit“ című klasszikus monográfiájában behatóan foglalkozott az „időfaktorral“ (Inkubationszeit), amely az első antiszérum-injekció beadása és az allergiás reakció fellépte között eltelik. Ebben az időben fejlesztette ki a Schick-próba nevű bőrtesztet a diftériabaktériumok által termelt antitoxin-antitestek kimutatására, amely a páciens védettségét jellemzi a betegséggel szemben. (Minél hevesebb a reakció, annál védtelenebb az illető a diftériával szemben.)
Kivándorolt az Amerikai Egyesült Államokba, s 1923-ban a New York-i Mount Sinai kórház gyermekgyógyászati osztályát vezette. 1936-ban kinevezték a Columbia Egyetem gyermekgyógyászati klinikájának professzorává. Fontos kutatásokat végzett a skarlát, a tuberkulózis és a csecsemők táplálása terén, de nemzetközi elismerést a Schick-próba hozott neki. Ez a bőrteszt meghatározta a páciens diftéria iránti fogékonyságot, és végül annak a gyermekbetegségnek a felszámolásához vezetett, amely 1927-ben 100 000 amerikait támadott meg, és körülbelül 10 000 halálos áldozatot követelt.
Ötéves, nagyszabású szövetségi kampányt koordinált, s ezzel gyakorlatilag kiküszöbölte a diftéria kialakulását, amely számtalan fiatal életet követelt, amióta Aëtius Amidenus hatodik századi írásaiban először említi. E kampány részeként a Metropolitan Life Insurance Company 85 millió brosúrát terjesztett az Államokban, ezzel a szülőkhöz intézett felhívással: „Mentsd meg gyermeked a diftériától!”. A brosúra alkotója a frissen emigrált fiatal zsidó képzőművésznő, az azóta igen magas kort megért Gerta Ries volt.
1950 és 1962 között Brooklynban a Beth-El Kórház gyermekosztályát vezette, ahol főként az újszülöttek táplálása és a gyermekek táplálkozási problémái foglalkoztatták.

## Elismerései
- 1954-ben megkapta a John Howland-díjat az Amerikai Gyermekgyógyász Társaságtól.

## Magánélete
1925-ben feleségül vette Catherine Fries helybéli ügyvédnőt. Kilencvenéves korában, New Yorkban hunyt el.

## Emlékezete
- Gerta Ries Wienert több mint 75 évvel később megbízták Schick doktor szobrának megalkotásával a Zsidó-amerikai Hírességek Hallja számára.
- A Stony Brook Egyetem kampusza egyik lakóépületét róla nevezték el.
- 2021 óta nevét viseli az 541550 Schickbéla kisbolygó.[3][4]

## Publikációk
- Clemens von Pirquet-vel: Zur Theorie der Inkubationszeit. W. Braumüller, Bécs, Lipcse, 1903
- Clemens von Pirquet-vel: Die Serumkrankheit. Deuticke, Lipcse, 1905
- Theodor Escherichhel: Scharlach. Hölder, Bécs, 1912
- Die Diphtherietoxin-Hautreaktion des Menschen als Vorprobe der prophylaktischen Diphtherieheilseruminjektion. München, 1913
- Ernährungsstudien beim Neugeborenen. in: Pirquet, Clemens Frhr. von: System der Ernährung. T. 2, S. 148–260, J. Springer, Berlin, 1919
- Das Pirquetsche System der Ernährung für Aerzte und gebildete Laien dargestellt. J. Springer, Berlin, 1919
- William Rosensonnal: The care of your child from infancy to six. in: Dell Books 25 cent series, 340., Dell, New York, 1949

## Fordítás
- Ez a szócikk részben vagy egészben  a   Béla Schick című német Wikipédia-szócikk ezen változatának fordításán alapul.  Az eredeti cikk szerkesztőit annak laptörténete sorolja fel. Ez a jelzés csupán a megfogalmazás eredetét és a szerzői jogokat jelzi, nem szolgál a cikkben szereplő információk forrásmegjelöléseként.
- Ez a szócikk részben vagy egészben  a   Béla Schick című angol Wikipédia-szócikk ezen változatának fordításán alapul.  Az eredeti cikk szerkesztőit annak laptörténete sorolja fel. Ez a jelzés csupán a megfogalmazás eredetét és a szerzői jogokat jelzi, nem szolgál a cikkben szereplő információk forrásmegjelöléseként.